# Église Saint-Martin de Cérons
Pour les articles homonymes, voir Église Saint-Martin.
L'église Saint-Martin est une église catholique située dans la commune de Cérons, dans le département de la Gironde, en France.

## Localisation
L'église est située dans le bourg qui constitue aujourd'hui, par rapport au village urbanisé plus intensément, un écart au nord-est du territoire communal, entre la Garonne et la route départementale D113.

## Historique
La construction primitive remonte au XIIe siècle; de cette époque, l'abside est restée intacte ainsi que le portail. Au XVe siècle, deux chapelles latérales ont été ajoutées, formant transept sur la petite nef romane. En 1712, des bas-côtés ont été ajoutés dans le prolongement de ces chapelles et en 1844, la façade a été reportée en avant pour agrandir l'église d'une travée ; le clocher de style néogothique a été reconstruit à cette dernière époque.

L'édifice est classé au titre des monuments historiques par arrêté du 22 octobre 1913 pour son portail et son abside.

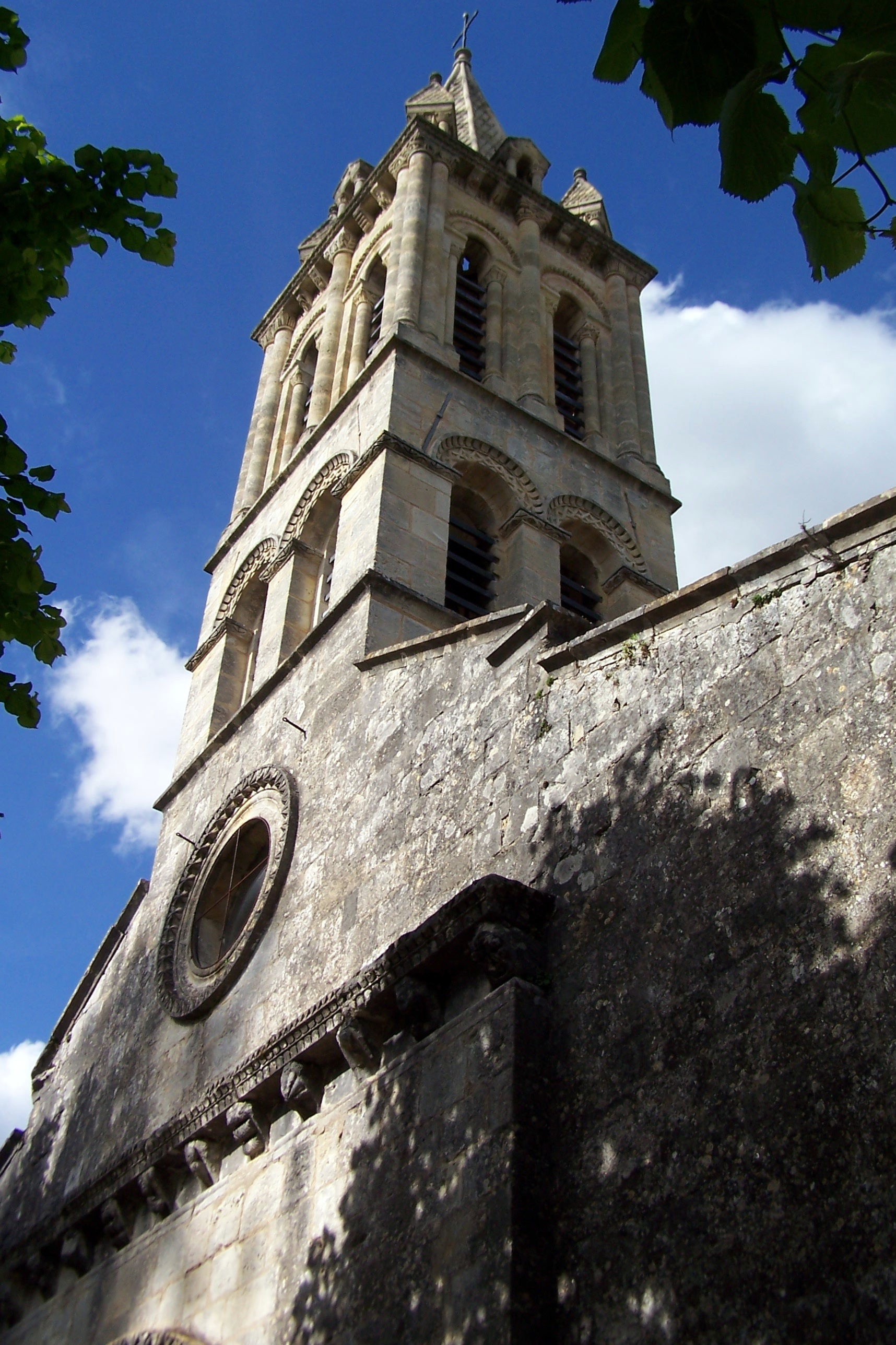
Le clocher (mai 2012)
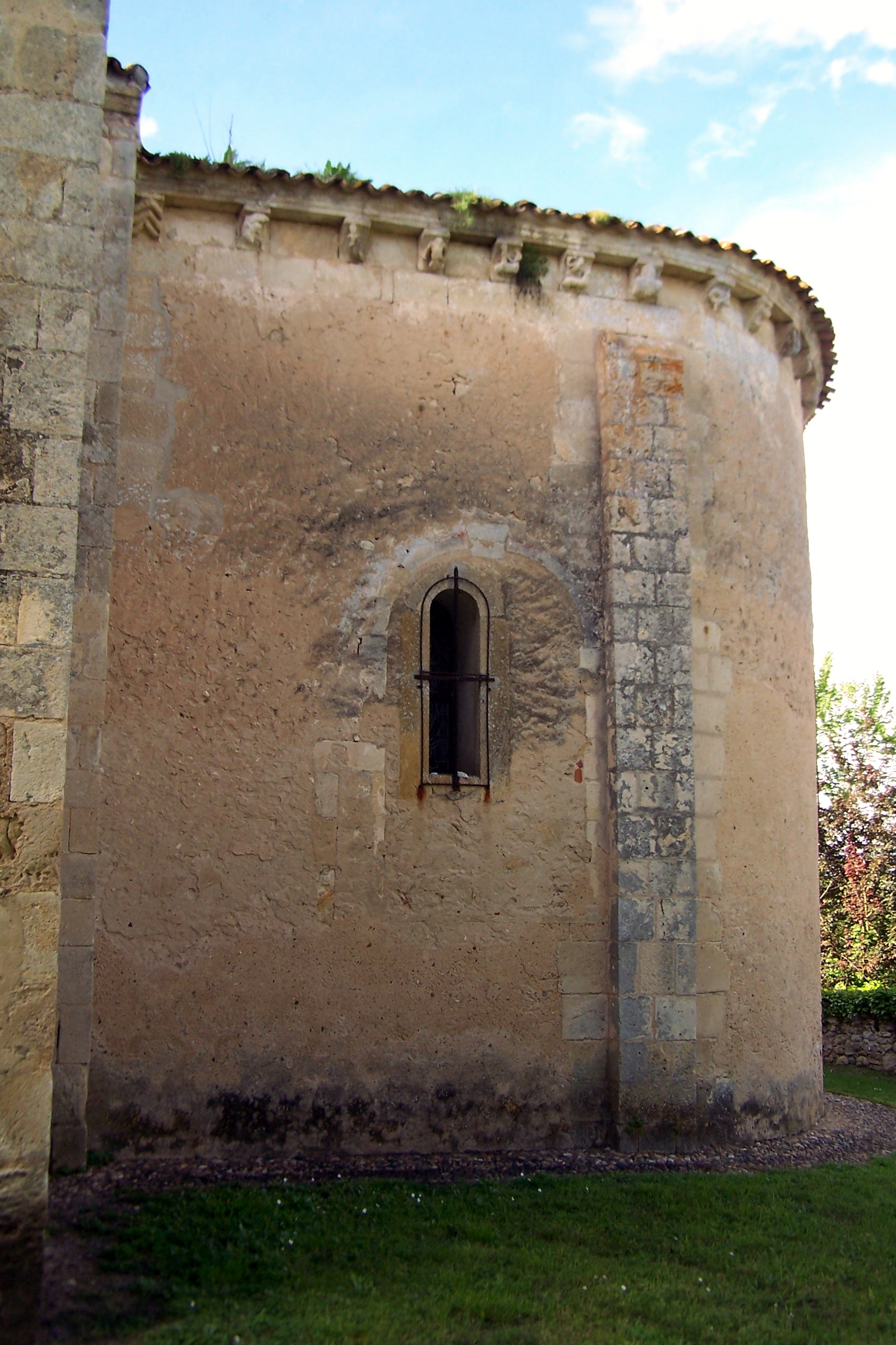
Le chevet (mai 2012)
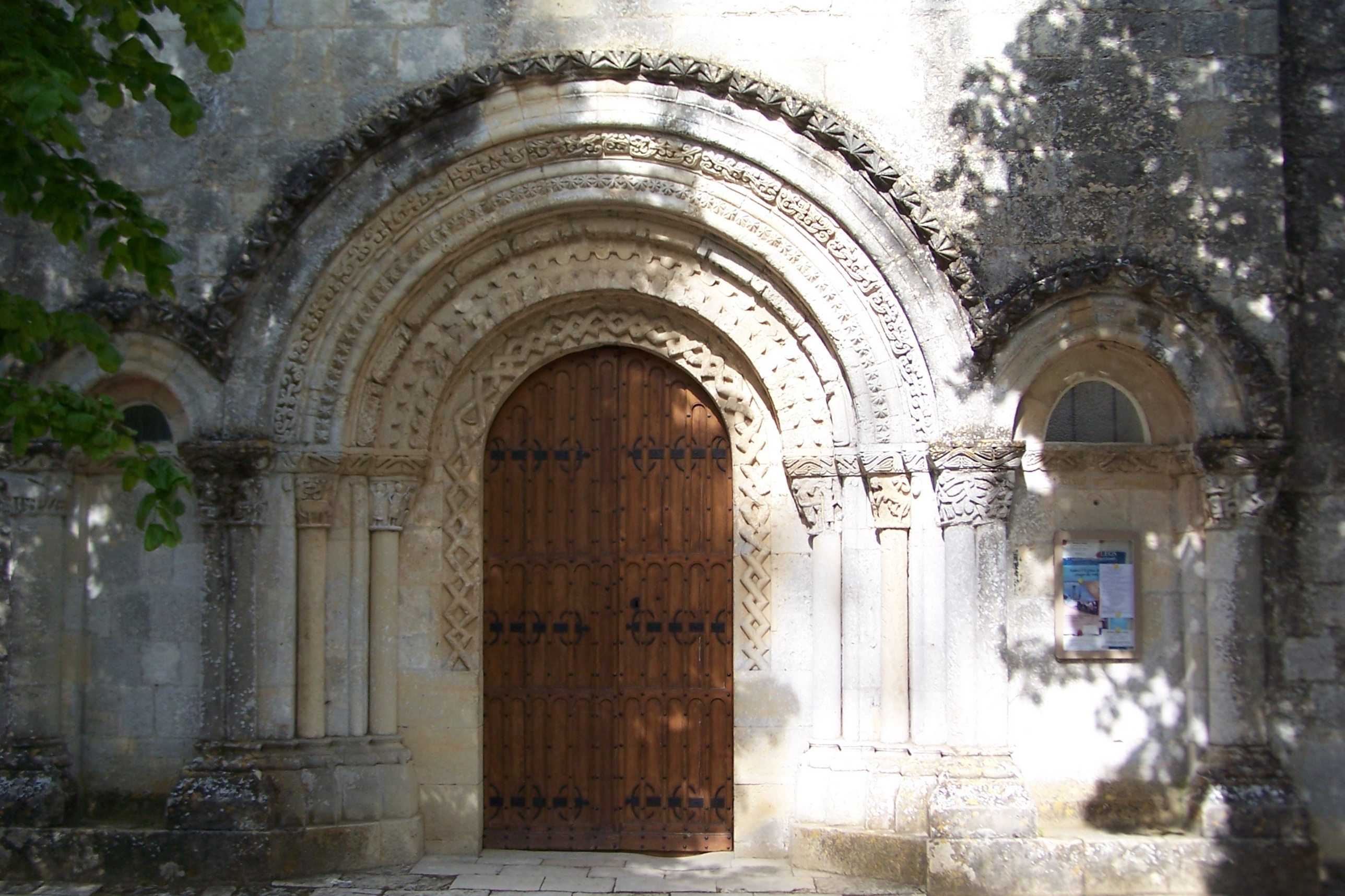
Le portail classé (mai 2012)